# CA Osasuna
Club Atlético Osasuna (bask. Osasuna futbol kluba) – hiszpański klub piłkarski z siedzibą w mieście Pampeluna w Nawarze. Słowo „Osasuna” pochodzi z języka baskijskiego i oznacza „zdrowie”. Klub jednak nie jest typową organizacją narodową baskijską, tak jak Athletic Bilbao.

## Historia
Klub Osasuna założony został 24 października 1920 roku. W Segunda División klub po raz pierwszy zagrał w 1932, natomiast w Primera División trzy lata później.
Po raz pierwszy Osasuna awansowała w europejskich pucharów w 1985, kiedy to zespół zakończył sezon na szóstym miejscu i dzięki temu zagrała w Pucharze UEFA. W sezonie 1990/1991 drużynie udało się dojść do trzeciej rundy tych rozgrywek. Po zajęciu ostatniego miejsca w sezonie 1993/1994, Osasuna przez sześć lata grała na drugim poziomie rozgrywkowym. Zespół dotarł po raz pierwszy w historii do finału Pucharu Króla w 2005 roku, przegrywając z Realem Betis po dogrywce 3:1.
W sezonie 2005/2006 Osasuna osiągnęła historyczny sukces, zajmując czwarte miejsce w lidze. Sam sukces przyszedł jednak w sprzyjających dla Osasuny okolicznościach – zarówno Los Rojillos, jak i piąta ostatecznie Sevilla FC miały po tyle samo punktów, jednak zespół z Pampeluny miał lepszy bilans bezpośrednich spotkań. W Lidze Mistrzów nie udało się jednak zajść daleko – klub przegrał w trzeciej rundzie eliminacyjnej z Hamburgerem SV i po raz piąty w historii awansował do Pucharu UEFA.

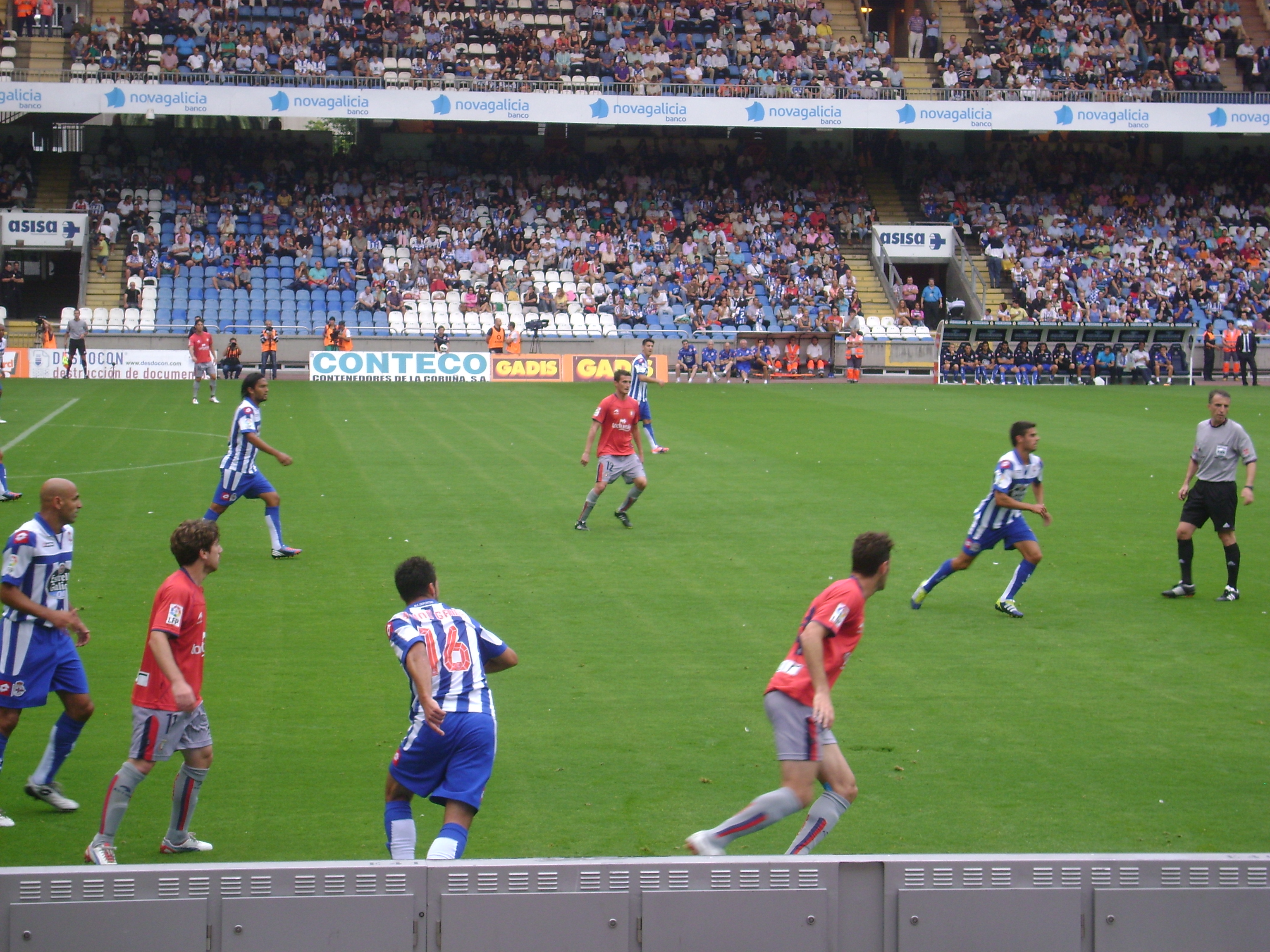
Osasuna grająca przeciwko Deportivo w 2012

Osasuna trafiła w nim do grupy D z Parmą, RC Lens, Odense i Heerenveen. Klub awansował do fazy pucharowej z drugiego miejsca. W niej, w 1/16 finału podejmował Girondins Bordeaux. Z francuskim zespołem udało im się wygrać w dwumeczu 1:0, remisując bezbramkowo na wyjeździe i wygrywając w Pampelunie po zwycięskim golu Dżawada Nekunama w dogrywce.
W 1/8 finału zespół z Nawarry spotkał się z Rangers. W Szkocji zawodnicy hiszpańskiego klubu zremisowali 1:1, natomiast w rewanżu wygrali 1:0. W ćwierćfinale podopieczni Cuco podejmowali Bayer 04 Leverkusen, udało im się wygrać w wielkim stylu w dwumeczu 4:0 (3:0 na wyjeździe i 1:0 u siebie). W półfinale Osasuna trafiła jednak na obrońcę tytułu i przyszłego zdobywcę, Sevillę, przegrywając w dwumeczu 1:2, kończąc rozgrywki wygraną 1:0 na własnym obiekcie.
W następnych sezonach klub balansował na granicy spadku. W sezonie 2008/2009 przed ostatnią kolejką Osasuna zajmowała 18. miejsce w tabeli. W meczu kończącym sezon drużyna z Estadio Reyno de Navarra przegrywała już 0:1 z Realem Madryt, ale za sprawą dwóch goli Juanfrana (notabene wychowanka „Królewskich”) udało jej się wygrać i pozostać na najwyższym poziomie rozgrywkowym.
W latach 2012–2014 klub występował w rozgrywkach Primera División. 20 maja 2019 Osasuna awansowała z powrotem do La Liga po zwycięstwie Granady nad Albacete, matematycznie zapewniając sobie awans na trzy mecze przed końcem sezonu. W dniu 31 maja pokonali Córdobę, kończąc jako mistrzowie Segunda División 2018/2019. Klub uświetnił swoje stulecie w październiku 2020 roku ligowym zwycięstwem nad Athletic Bilbao, aczkolwiek mecz został rozegrany przy pustym stadionie ze względu na obostrzenia spowodowane pandemią COVID-19 w Hiszpanii.
W sezonie 2022/2023 klub wywalczył prawo gry w Lidze Konferencji Europy UEFA 2023/2024, jednakże został wykluczony z rozgrywek przez UEFA, w związku z zarzutami dotyczącymi ustawiania wyników meczów w sezonie 2013/2014. W komunikacie z 23 czerwca 2023 Osasuna zapowiedziała złożenie odwołania od decyzji. 25 lipca 2023 UEFA zmieniła decyzję, dopuszczając Osasunę do udziału w rozgrywkach.

## Sukcesy
- Finalista Pucharu Króla: 2005, 2023
- 4 razy uczestnik rozgrywek o Puchar UEFA
- 35 sezonów w Primera División, najwyższe miejsce 4. w 1991 i 2006

## Europejskie puchary
Legenda do wszystkich tabel:
- Q – runda eliminacyjna, 1/16, 1/8, 1/4, 1/2 – odpowiednia faza rozgrywek, Grupa – runda grupowa, 1r gr – pierwsza runda grupowa, 2r gr – druga runda grupowa, F – finał, R – runda, PO – play-off
- k. – rzuty karne, los. – losowanie, Dogr. – dogrywka, w. – zasada bramek strzelonych na wyjeździe

| Sezon   | Rozgrywki               | Runda   | Klub                | Dom | Wyjazd | Ogólnie    |
| ------- | ----------------------- | ------- | ------------------- | --- | ------ | ---------- |
| 1985/86 | Puchar UEFA             | 1R      | Rangers             | 2–0 | 0–1    | 2–1        |
| 1985/86 | Puchar UEFA             | 2R      | KSV Waregem         | 2–1 | 0–2    | 2–3        |
| 1991/92 | Puchar UEFA             | 1R      | Sławia Sofia        | 4–0 | 0–1    | 4–1        |
| 1991/92 | Puchar UEFA             | 2R      | VfB Stuttgart       | 0–0 | 3–2    | 3–2        |
| 1991/92 | Puchar UEFA             | 1/8     | AFC Ajax            | 0–1 | 0–1    | 0–2        |
| 2005/06 | Puchar UEFA             | 1R      | Stade Rennais       | 0–0 | 1–3    | 1–3        |
| 2006/07 | Liga Mistrzów           | 3Q      | Hamburger SV        | 1–1 | 0–0    | 1–1, w.    |
| 2006/07 | Puchar UEFA             | 1R      | Trabzonspor         | 0–0 | 2–2    | 2–2, w.    |
| 2006/07 | Puchar UEFA             | Grupa D | sc Heerenveen       | 0–0 |        | 2. miejsce |
| 2006/07 | Puchar UEFA             | Grupa D | RC Lens             |     | 1–3    | 2. miejsce |
| 2006/07 | Puchar UEFA             | Grupa D | Odense BK           | 3–1 |        | 2. miejsce |
| 2006/07 | Puchar UEFA             | Grupa D | Parma               |     | 3–0    | 2. miejsce |
| 2006/07 | Puchar UEFA             | 1/16    | Girondins Bordeaux  | 1–0 | 0–0    | 1–0        |
| 2006/07 | Puchar UEFA             | 1/8     | Rangers             | 1–0 | 1–1    | 2–1        |
| 2006/07 | Puchar UEFA             | 1/4     | Bayer 04 Leverkusen | 1–0 | 3–0    | 4–0        |
| 2006/07 | Puchar UEFA             | 1/2     | Sevilla FC          | 1–0 | 0–2    | 1–2        |
| 2023/24 | Liga Konferencji Europy | PO      | Club Brugge         | 1–2 | 2–2    | 3–4        |

## Zawodnicy

### Obecny skład
Stan na 20 stycznia 2023
| Nr | Poz. | Piłkarz                           |
| -- | ---- | --------------------------------- |
| 1  | BR   | Sergio Herrera                    |
| 2  | OB   | Nacho Vidal                       |
| 3  | OB   | Juan Cruz                         |
| 4  | OB   | Unai García                       |
| 5  | OB   | David García (wicekapitan)        |
| 6  | PO   | Lucas Torró                       |
| 7  | PO   | Jon Moncayola                     |
| 8  | PO   | Darko Brašanac                    |
| 9  | NA   | Chimy Ávila                       |
| 11 | PO   | Kike Barja                        |
| 12 | NA   | Ez Abde (wypożyczony z Barcelony) |
| 14 | PO   | Rubén García                      |

| Nr | Poz. | Piłkarz                                      |
| -- | ---- | -------------------------------------------- |
| 15 | OB   | Rubén Peña                                   |
| 16 | PO   | Moi Gómez                                    |
| 17 | NA   | Ante Budimir                                 |
| 18 | NA   | Kike García                                  |
| 19 | PO   | Pablo Ibáñez                                 |
| 20 | OB   | Manu Sánchez (wypożyczony z Atlético Madrid) |
| 22 | PO   | Aimar Oroz                                   |
| 23 | OB   | Aridane Hernández                            |
| 25 | BR   | Aitor Fernández                              |
| 31 | OB   | Jorge Herrando                               |
| 33 | NA   | Iker Benito                                  |
|    | PO   | Kike Saverio                                 |

### Piłkarze na wypożyczeniu
| Nr | Poz. | Piłkarz                                                |
| -- | ---- | ------------------------------------------------------ |
|    | OB   | Jesús Areso (w Burgos CF do 30 czerwca 2023)           |
|    | PO   | Javi Martínez (w Albacete Balompié do 30 czerwca 2023) |